# A Mars hercegnője
A Mars hercegnője (A Princess of Mars) 1917-ben megjelent science fantasy regény Edgar Rice Burroughs tollából. A könyv a Mars-ciklus (elterjedt még Barsoom-ciklus néven is) első kötete. Burroughs regénye az első science fantasy regények között szerepelt, és a műfaj népszerűsítésben is oszlopos szerepe volt. A Mars-ciklusban látható marsi környezetre nagy hatással voltak Percival Lowell, amerikai csillagász kutatásai a Marsról.
Mai napig töretlen népszerűsége miatt a huszadik század ponyvairodalmának klasszikusai között tartják számon. A Mars-ciklus olyan sci-fi-szerzőkre volt hatással, mint Ray Bradbury, Robert A. Heinlein, Jack Vance, Arthur C. Clarke és John Norman. A sorozat több űrkutatóra is hatással volt, például Carl Saganra is, aki gyerekkorában olvasta A Mars hercegnőjét.
A regénynek itthon két magyar kiadása is létezik. Először 1990-ben jelent meg az Ifjúsági Könyvkiadó jóvoltából, Kádár Tamás fordításában. A második magyar kiadás Szántai Zsolt fordításában jelent meg a Szukits Könyvkiadónál 2012-ben, a művön alapuló John Carter című film egyik borítójával.

## A cselekmény ismertetése röviden
John Carter, a virginiai háborús veterán egy társát akarja kiszabadítani az apacsok fogságából, ami kudarcba fullad, ő maga pedig egy barlangban elalszik, majd hirtelen a Marson találja magát. Carter ezután döbben rá, hogy emberfeletti képességekre tett szert. Hamar rátalál a zöldbőrű marslakók egyik népe, a tharkok. Carter tőlük tud meg rengeteg dolgot a Marsról (a marsiak Barsoomnak hívják a saját nyelvükön), majd tetteivel egyre több elismerést vív ki magának a törzsfőnök, Tars Tarkas szemében.
A tharkok elfogják Helium hercegnőjét, a vörös bőrű humanoid marsiak közé tartozó Dejah Thorist, akibe Carter szinte azonnal beleszeret. Szembeszegülve törzse ítéletével megmenti a hercegnőt a megaláztatástól, és ragaszkodik hozzá, hogy saját nevelője, a jószívű Sola gondjaira bízzák. Életét egyedül az intrikus Sarkoja keseríti meg. Carter eldönti, hogy majd visszajuttatja a hercegnőt a saját népéhez.
Kalandjai során Carter egyre inkább érdekelt lesz a marsi politikában, és akaratlanul is a zöld és a vörös marslakók közötti háborúban találja magát. Hogy kiszabadítsa Dejah Thorist Zodanga városállamából, egyesíti a zöldeket és vöröseket, barátságot köt Tars Tarkasszal és segít neki beteljesíteni a bosszúját. Az ellenséges város elbukik, Dejah Thoris pedig feleségül megy Carterhez, így téve meg őt Helium hercegévé. Kettesben kilenc évig élnek együtt, mikor a marsi életfenntartó gépezet elromlik. Carternek eszébe jut, hogyan segíthetne megjavítani, ezért egymaga kerekedik fel. A gép működésbe hozatala után elájul, majd ismét a Földön tér magához, és azon töpreng, vajon mi történhet most Barsoommal és a feleségével.

## Filmadaptációk
A regényből a The Asylum stúdió készített egy csak DVD-n megjelent filmet Princess of Mars címmel 2009. december 29-én. Ismertebb azonban a 2012. március 9-től vetített Andrew Stanton rendezésében készített, élőszereplős Disney-film, a John Carter, Taylor Kitsch és Lynn Collins főszereplésével.

## Magyarul
- A Mars hercegnője; ford. Géresi Vendel; Fővárosi, Bp., 1917 után
- A Mars hercegnője; ford. Kádár Tamás; ILKV, Bp., 1990
- A Mars hercegnője. A Mars-ciklus 1. része; ford. Szántai Zsolt; Szukits, Szeged, 2012